# Mariapaz Ospina
Mariapaz Ospina (* 1. Oktober 2006) ist eine kolumbianische Tennisspielerin.

## Karriere
Ospina begann mit fünf Jahren das Tennisspielen und spielt bislang vorrangig Turniere auf der ITF Women’s World Tennis Tour, wo sie bislang aber noch keinen Titel gewinnen konnte.
Ihr erstes Turnier auf der WTA Challenger Series spielte sie, als sie Ende Januar 2023 bei der Qualifikation zur Copa Oster antrat. Sie verlor aber bereits in der ersten Runde mit 0:6 und 1:6 gegen Marine Partaud. Ihr erstes Turnier auf der WTA Tour bestritt sie, als sie Anfang April 2023 bei der Qualifikation zur Copa Colsanitas antrat. Auch dort verlor sie aber bereits ihr Erstrundenmatch gegen Joanne Züger mit 2:6 und 1:6.